# Ansaldo Magrini Mangiapan
Ansaldo Magrini Mangiapan или Fortino Mobile Tipo Pesante (русск. Передвижной Форт Тяжёлого Типа)— итальянский проект тяжёлого танка, спроектированный в 1916 году майором Магрини Манджиапаном.

## История создания
В 1915-1916 годах после участия в боях с присутствием британских танков, Италия начала проектирование собственных проектов военной бронетехники, в том числе и перспективных танков. Зарубежный опыт показал преимущества использования подобного типа техники, что и дало начало проектированию собственных таких проектов.
В конце 1916 года одной из представленных разработок стал проект майора Магрини Манджиапана. На ранних стадиях из-за отсутствия опыта танкостроения, большинство проектов того времени представляли собой «передвижные форты» и проект Магрини не стал исключением. Магрини сформировал общий облик машины и подготовил документацию для представления своего проекта компании Ansaldo, которая в будущем могла бы наладить производство данного агрегата. У танка Магрини отсутствовало официальное обозначение. В некоторых источниках танк именуется по названию компании и имени автора — Ansaldo Magrini или Ansaldo Margini Mangiapan. В других материалах имеет обозначение, описывающее характеристики танка: Fortino Mobile Tipo Pesante (Передвижной Форт Тяжёлого Типа). Майор Магрини успел сформировать только внешний облик машины и его примерное описание, и не успел определить все детали машины. На момент рассмотрения потенциальным заказчиком проект оговаривал основные особенности архитектуры, примерный состав вооружения, силовую установку и ходовую часть. Прочие точные черты машины следовало определять позже, после получения заказа и официального технического задания. По этой причине большая часть характеристик остались неизвестными. В январе 1917 года Пио Перроне — владельцу компании Ansaldo, итальянский инженер Джино Турринелли представил две разработки, известные как «Testuggine Corazzata». В то же самое время была представлена разработка майора Магрини Манджиапана. 26 января 1917 года Direzione Generale del Genio (Инженерное командование итальянской армии) написало г-ну Перроне, что ему нужны планы танка майора Магрини, чтобы сравнить их с планами инженера Турринелли, которые ранее были направлены в Инженерное командование. В конце января военные рассмотрели оба проекта и вынесли своё решение. Обе разработки признали слишком сложными и дорогостоящими. Выпуск и эксплуатация такой техники были нецелесообразны. И Италия достигла договорённости о поставках зарубежной бронетехники. И в будущем, в соответствии с договором Франция должна была передать несколько танков Renault FT-17 и Schneider CA1.